# Rachelin (biskup krakowski)
Rachelin (zm. 1046) – biskup diecezjalny krakowski w latach od ok. 1030/1032 do ok. 1046.
Według Jana Długosza był Włochem, a na biskupa konsekrował go papież Jan XIX. Niektóre źródła wątpią jednak w historyczność tych informacji. Nie jest bowiem udokumentowany tak ścisły związek polskiego Kościoła ze Stolicą Apostolską w tym czasie. Bardziej prawdopodobne, że biskupem mianował go Mieszko II.
Na jego rządy przypada okres tzw. reakcji pogańskiej. Wydaje się, że diecezja krakowska jako jedyna na ziemiach polskich przetrwała tę zawieruchę.